# 馬拉巴利齒脂鯉
馬拉巴利齒脂鯉（學名：Hoplias malabaricus）為輻鰭魚綱脂鯉目脂鯉亞目狼牙脂鯉科的其中一個種，分布於中南美洲的哥斯大黎加至阿根廷的淡水流域，體長可達55.2公分，棲息在各種的淡水流域，夜行性，屬肉食性，以魚類、昆蟲、甲殼類、蠕蟲等為食，繁殖期時雌魚會在淺水窪處產卵，雄魚會護卵，可做為食用魚及觀賞魚。